# Viktoria (U-Bahn-Station)

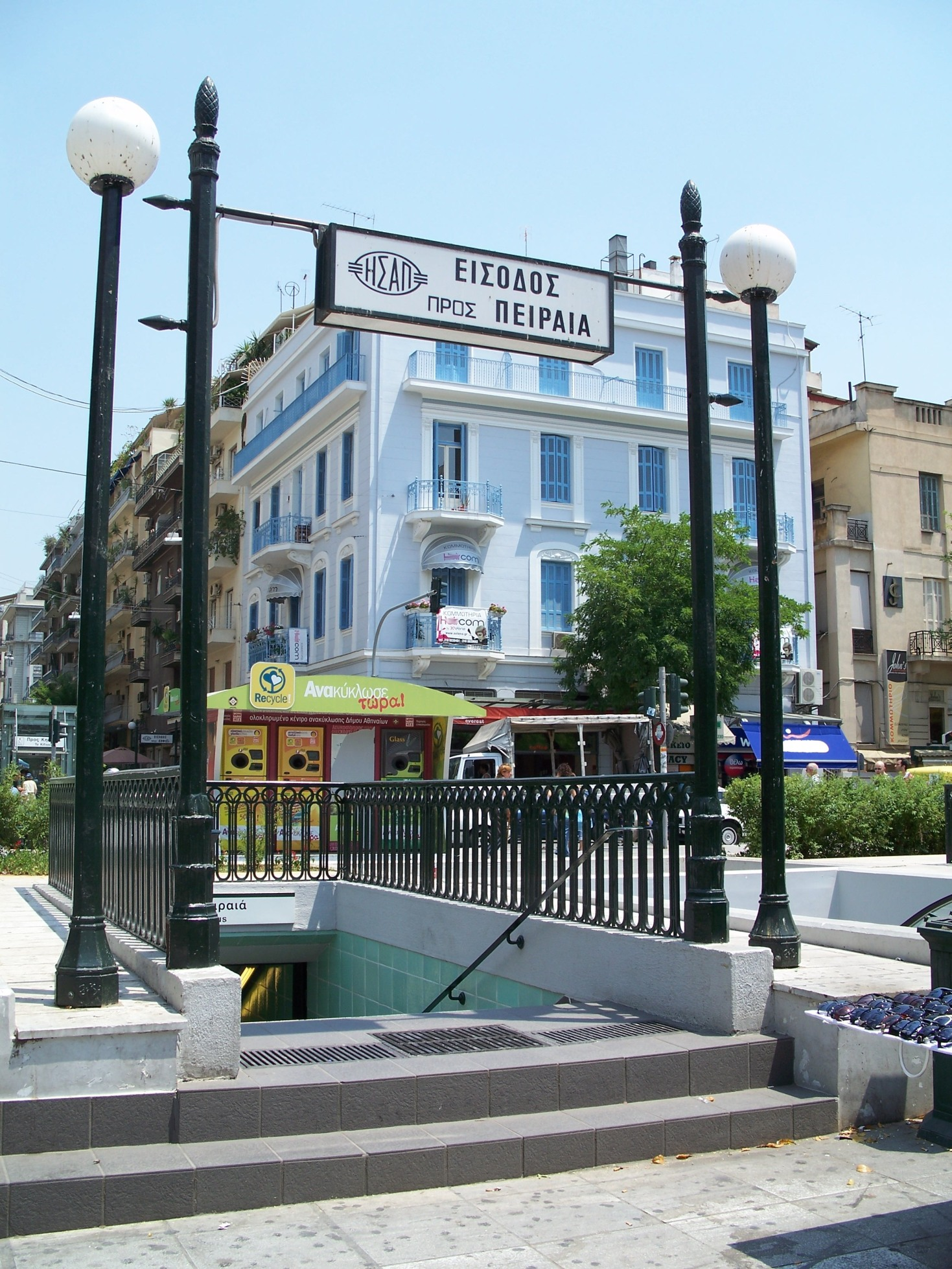
Der Zugang

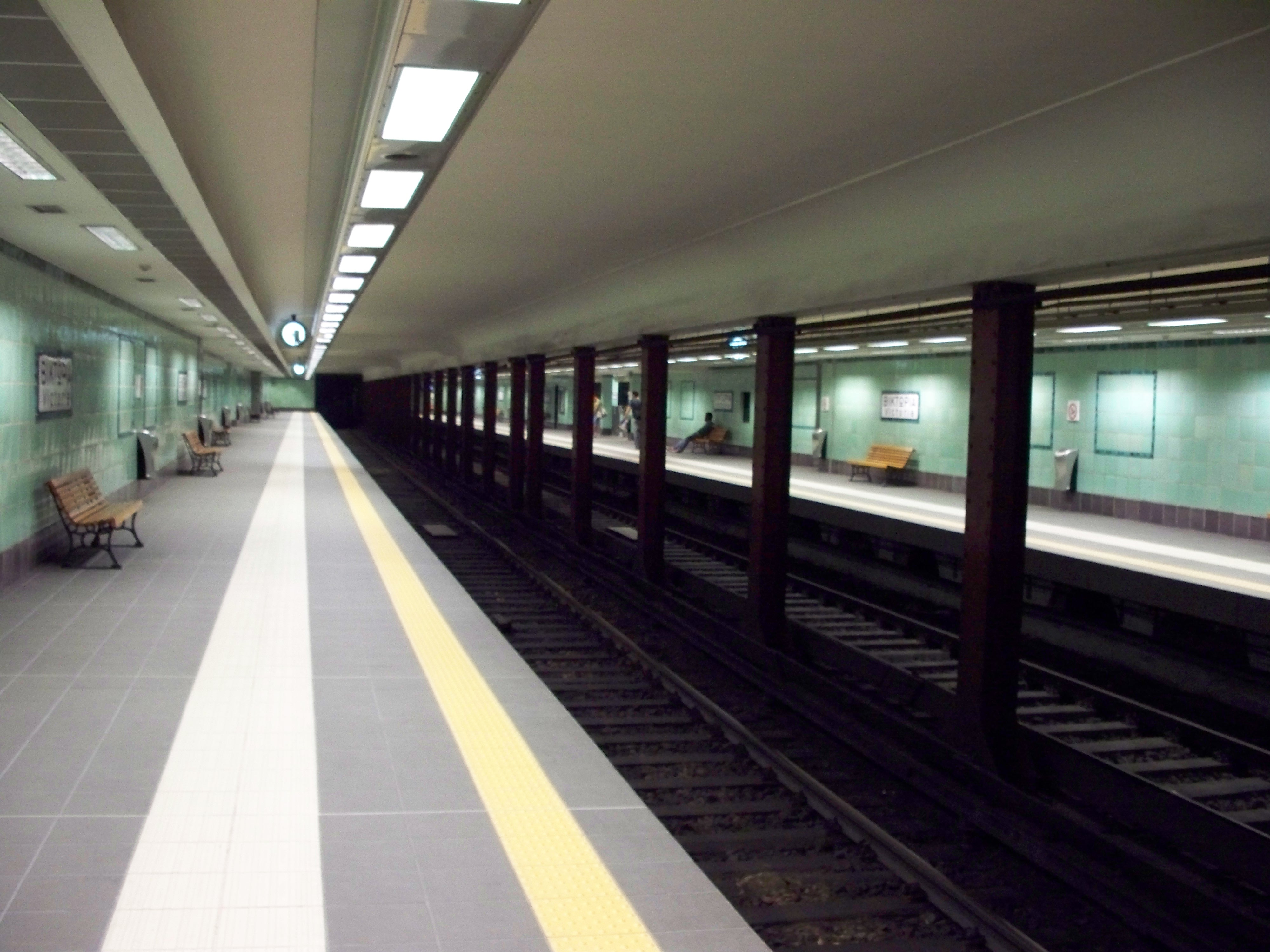
Die Station Viktoria

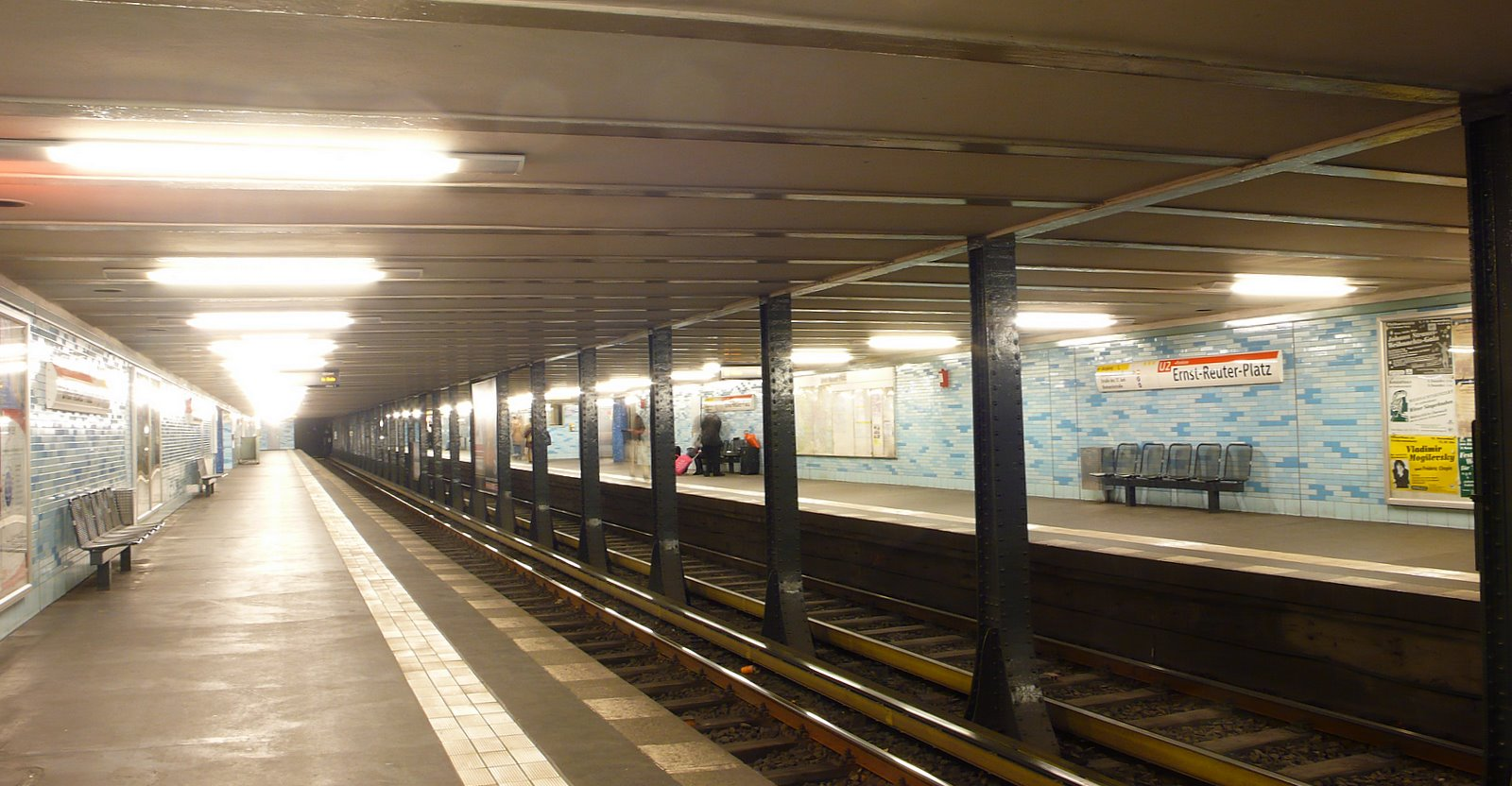
Das Vorbild: Die Station Ernst-Reuter-Platz in Berlin

Viktoria oder Victoria ist eine U-Bahn-Station der Linie 1 der Athener U-Bahn. Die Station ist wie der gleichnamige Platz darüber nach der englischen Königin Victoria benannt, die 1843 Athen besucht hatte.

## Geschichte und Gestaltung
Unmittelbar in der Nähe der heutigen Station befand sich ab 1889 ein Haltepunkt der Vorortbahn Athen-Piräus. Ab 1904 wurde diese zur U-Bahn ausgebaut. Dabei wurde der Betrieb von Dampf auf elektrisch umgestellt und die Trasse durch die Innenstadt abgesenkt. Aufgrund der Bauarbeiten für den U-Bahnhof musste der Haltepunkt 1926 geschlossen werden. Im Rahmen der darauf folgenden Umgestaltung hat der Platz die Skulptur „Theseus rettet Hippodameia“ des Bildhauers Johannes Pfuhl von 1906 erhalten; diese war zuvor am Syntagma-Platz aufgestellt, wo sie dem Straßenverkehr weichen musste.
Als letzte innerstädtische Station entstand Victoria in der Nähe des archäologischen Nationalmuseums. Sie liegt relativ nah unter der Straße. Treppen führen direkt auf den Bahnsteig. Vorbild der Station waren die Berliner U-Bahnhöfe; in Berlin gefertigt wurden auch die Emailleschilder und die Kacheln. Die Station hat große Ähnlichkeit mit der Station Ernst-Reuter-Platz in Berlin. Erst 1948 war die offizielle Einweihung der unterirdischen Station, nachdem diese kriegsbedingt geschlossen gehalten wurde.
Der Platz und die alte Station waren vom Ende des 19. Jahrhunderts bis ins 20. Jahrhundert nach dem früheren Athener Bürgermeister Panagis Kyriakos benannt. Die Bezeichnung „Platia Kyriakou“ war auch nach der Umbenennung noch lange Zeit geläufig.
Im Jahr 1995 malte Dimos Skoulakis den Treppenaufgang: das Bild zeigt die damalige düstere Lichtsituation. Es hängt heute in der Nationalgalerie in Athen.
2002 wurde die Station unter Denkmalschutz gestellt, zwei Jahre später folge die Restaurierung. Die gesamte Ausstattung wurde überholt, Kacheln wurden gereinigt, einige wurden ersetzt. Abweichend vom Ursprungszustand wurde der geteerte Boden gefliest; die Beleuchtung wurde von Hängeleuchten auf Leuchtstoffröhren-Bänder umgestellt. Besonders die neue Beleuchtung lässt die einst eher dunkle Station nun sehr hell erscheinen.